# Wijdenes
Wijdenes ist eine Ortschaft in der niederländischen Gemeinde Drechterland.

## Persönlichkeiten
- Cornelis Koeman (1918–2006), Kartograph